# Carmeltazita

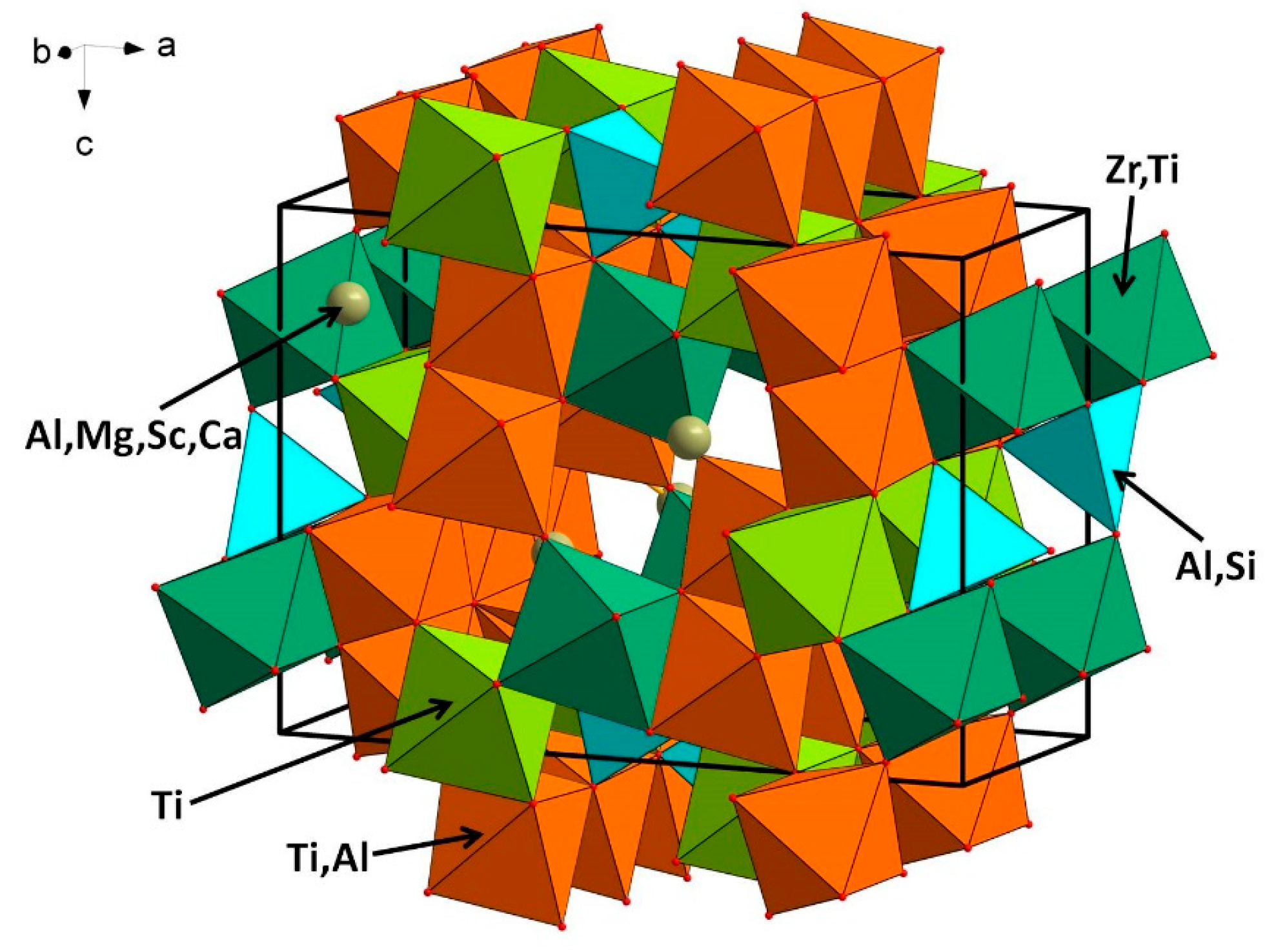
Estructura cristalina de la carmeltazita

La carmeltazita es un mineral del grupo de los óxidos. Su fórmula química es ZrAl
2Ti
4O
11. Toma su nombre del Monte Carmelo en Israel, donde fue encontrado en 2019. Es el primer registro de este mineral en la Tierra. Anteriormente sólo se había detectado en el espacio.  
La comisión de nuevos minerales de la International Mineralogical Association aprobó el registro del mineral con el código de entrada 2018-103.